# التمرد الشيعي في البحرين
التمرد الشيعي في البحرين هو تمرد من قبل جماعات مسلحة شيعية، يزعم أنها مدعومة من إيران للانقلاب على الحكومة.

## التاريخ
بدء التمرد في 2011، بعد سحق الاحتجاجات البحرينية 2011.

### التسلسل الزمني
- في 10 أبريل 2012، اصابة سبع من رجال الشرطة في انفجار عبوة ناسفة.;[8]
- في 5 نوفمبر 2012، انفجرت على الأقل خمس قنابل محلية الصنع في عاصمة البلاد، مما أسفر عن مقتل اثنين من العمال الآسيويين وإصابة آخرون.[9]
- في 12 يوليو 2013، أصابت قنبلة محلية الصنع رجال شرطة بحرينيين خارج القرية الشيعية، وفقا لوزارة الداخلية. ادعت وسائل الإعلام الحكومية أنه «تم زرعها من قبل الإرهابيين» بالقرب من العاصمة، المنامة.[10]
- في 15 فبراير 2014، قُتل شرطي واحد في انفجار.[11]
- في 3 مارس 2014، قُتل ثلاثة من رجال الشرطة في انفجار قامت بها سرايا الأشتر.[12]
- في 19 أبريل 2014، قُتل رجلين وجرح آخرين بعد انفجار سيارتهم. كانوا مرتابين لكونهم مقاتلين ينقلون المتفجرات.[13]
- في 5 يوليو 2014، قُتل الشرطي محمود فريد في انفجار في قرية العكر
- في 28 يوليو 2015، قتلت قنبلة اثنين من رجال الشرطة وأصابت ستة في سترة.[14]
- في 30 يونيو 2016، قُتل شخص واحد وأصيب 3 بعد انفجار قنبلة على جانب الطريق. تم القبض على شخصين كانا يشتبه في قيامهما بزرع القنبلة. واتهمت البحرين الحرس الثوري الإيراني بالوقوف وراء التفجير، رغم أن هذا ليس سوى اتهام، ولا يستبعد إمكانية الإرهاب. أعرب نائب الرئيس الأمريكي جو بايدن عن قلقه بعد الهجوم.[15] وصف التفجير بأنه «تفجير إرهابي».[16]
- في 1 يوليو 2016، قتلت امرأة واحدة وأصيب ثلاثة أطفال في تفجير.[17]
- في 1 يناير 2017، قُتل شرطي واحد وجرح آخر في عملية الهروب من السجن التي قام بها أربعة رجال مسلحين في سجن جو. نجا 10 سجناء مدانين بجرائم إرهابية.[18]
- في 15 يناير 2017، تم إعدام ثلاثة مسلحين (عباس السميع وسامي مشيمع وعلي السنكيس) بتفجير 3 مارس 2014.[19]
- في 29 يناير 2017، قتل ضابط شرطة في البحرين بالرصاص في هجوم أعلت جماعة شيعية مسؤوليتها عنه.[20]
- في 19 يونيو 2017، قُتل أحد أفراد قوات الأمن وأصيب اثنان آخران إثر تفجير في دراز.[21]
- في 2 أكتوبر 2017، أصيب خمسة من رجال الشرطة في تفجير بقرية ديه على طريق البديع.[22]
- في 27 أكتوبر 2017، قّتل شرطي واحد وأصيب ثمانية في تفجير حافلة قرب منطقة جدحفص.[23]
- في 7 فبراير 2018، تم اعتقال أربعة أعضاء من الخلية وراء الهجوم بالقنابل على خط أنابيب النفط.[24]
- في 3 مارس 2018، تم اعتقال 116 مسلحا كانوا جزءا من خلايا أنشأها الحرس الثوري الإسلامي.[25]

## انتهاكات
في 8 أغسطس 2013، قال مسؤول الرصد في مركز البحرين لحقوق الإنسان يوسف المحافظة في مقابلة مع قناة العالم الاخبارية ان "النظام في البحرين يشن حملة قمعية ضد حرية الرأي والتعبير ويشن حملة ضد كل من يطالب بالديمقراطية ويكذب على العالم فانه يقول بانه يواجه حملة ارهابية ويحارب الإرهاب "ولكننا عندما نأتي إلى الامر نراه يعتقل مصورين ونشطاء ومدونين وحقوقيين يعبرون عن رأيهم وينتقدون النظام في تويتر وهذا هو تعريف الإرهاب لدى النظام البحريني".